# Medina del Campo
Medina del Campo es un municipio español de la provincia de Valladolid, en la comunidad autónoma de Castilla y León. La localidad, que cuenta con el título de villa, es atravesada por el río Zapardiel, de escaso caudal, y por la autovía del Noroeste. Su población asciende a 20 097 habitantes (INE 2024), lo que convierte a Medina del Campo en el cuarto municipio más poblado de la provincia.

## Geografía
Se sitúa en el suroeste de la provincia de Valladolid, de cuya capital está a una distancia de 54,1 km, y a 159,6 km de la capital española. Medina del Campo se encuentra a unos 725 metros sobre el nivel del mar, a orillas del río Zapardiel, extendiéndose su término municipal sobre 153 km², donde se destacan otros tres núcleos urbanos: Gomeznarro, Rodilana y una parte de la urbanización de Las Salinas, que es compartida con el municipio El Campillo. 
Medina del Campo es cabecera de la Mancomunidad Tierras de Medina, compuesta por una cantidad de 32 de municipios.
| Noroeste: Rueda                      | Norte: La Seca                                    | Nordeste: Pozaldez y Ventosa de la Cuesta   |
| Oeste: Villaverde de Medina          |                                                   | Este: Pozal de Gallinas                     |
| Suroeste: El Campillo y Velascálvaro | Sur: Rubí de Bracamonte y San Vicente del Palacio | Sureste: Ramiro y Moraleja de las Panaderas |

### Clima
Tiene un clima mediterráneo continentalizado, con una temperatura media anual de 11,6 °C y una oscilación anual de 18,4 °C. El clima es seco (392 mm/m² al año de precipitación) con inviernos largos y fríos y veranos cortos y calurosos.
El paisaje de la comarca de Medina del Campo está dominado por las suaves ondulaciones en las que se sitúan los cultivos de cereal y los pinares con algunos arroyos de escaso o nulo caudal, como el río Zapardiel, que atraviesa la ciudad.
| Parámetros climáticos promedio de Medina del Campo en el periodo 1961-2000                                                                                    | Parámetros climáticos promedio de Medina del Campo en el periodo 1961-2000 | Parámetros climáticos promedio de Medina del Campo en el periodo 1961-2000 | Parámetros climáticos promedio de Medina del Campo en el periodo 1961-2000 | Parámetros climáticos promedio de Medina del Campo en el periodo 1961-2000 | Parámetros climáticos promedio de Medina del Campo en el periodo 1961-2000 | Parámetros climáticos promedio de Medina del Campo en el periodo 1961-2000 | Parámetros climáticos promedio de Medina del Campo en el periodo 1961-2000 | Parámetros climáticos promedio de Medina del Campo en el periodo 1961-2000 | Parámetros climáticos promedio de Medina del Campo en el periodo 1961-2000 | Parámetros climáticos promedio de Medina del Campo en el periodo 1961-2000 | Parámetros climáticos promedio de Medina del Campo en el periodo 1961-2000 | Parámetros climáticos promedio de Medina del Campo en el periodo 1961-2000 | Parámetros climáticos promedio de Medina del Campo en el periodo 1961-2000 |
| Mes | Ene.                                                                       | Feb.                                                                       | Mar.                                                                       | Abr.                                                                       | May.                                                                       | Jun.                                                                       | Jul.                                                                       | Ago.                                                                       | Sep.                                                                       | Oct.                                                                       | Nov.                                                                       | Dic.                                                                       | Anual                                                                      |
| --- | -------------------------------------------------------------------------- | -------------------------------------------------------------------------- | -------------------------------------------------------------------------- | -------------------------------------------------------------------------- | -------------------------------------------------------------------------- | -------------------------------------------------------------------------- | -------------------------------------------------------------------------- | -------------------------------------------------------------------------- | -------------------------------------------------------------------------- | -------------------------------------------------------------------------- | -------------------------------------------------------------------------- | -------------------------------------------------------------------------- | -------------------------------------------------------------------------- |
| Temp. máx. media (°C) | 7.6                                                                        | 9.8                                                                        | 13.5                                                                       | 16.7                                                                       | 20.2                                                                       | 25.7                                                                       | 29.5                                                                       | 28.7                                                                       | 24.8                                                                       | 18.4                                                                       | 12.2                                                                       | 8.1                                                                        | 17.9                                                                       |
| Temp. media (°C) | 3.8                                                                        | 5.0                                                                        | 8.2                                                                        | 10.8                                                                       | 14.2                                                                       | 18.8                                                                       | 21.8                                                                       | 21.4                                                                       | 18.1                                                                       | 12.8                                                                       | 7.6                                                                        | 4.6                                                                        | 12.2                                                                       |
| Temp. mín. media (°C) | 0.0                                                                        | 0.2                                                                        | 2.9                                                                        | 5.0                                                                        | 8.1                                                                        | 11.8                                                                       | 14.0                                                                       | 14.0                                                                       | 11.3                                                                       | 7.1                                                                        | 3.0                                                                        | 1.1                                                                        | 6.5                                                                        |
| Precipitación total (mm) | 35.3                                                                       | 30.6                                                                       | 21.7                                                                       | 35.7                                                                       | 39.8                                                                       | 30.5                                                                       | 13.3                                                                       | 11.2                                                                       | 29.5                                                                       | 37.3                                                                       | 44.0                                                                       | 37.1                                                                       | 365.9                                                                      |
| Fuente: Ministerio de Agricultura, Alimentación y Medio Ambiente. Datos de precipitación para el periodo 1961-2000 en Medina del Campo 8 de noviembre de 2012 |                                                                            |                                                                            |                                                                            |                                                                            |                                                                            |                                                                            |                                                                            |                                                                            |                                                                            |                                                                            |                                                                            |                                                                            |                                                                            |

### Flora y fauna

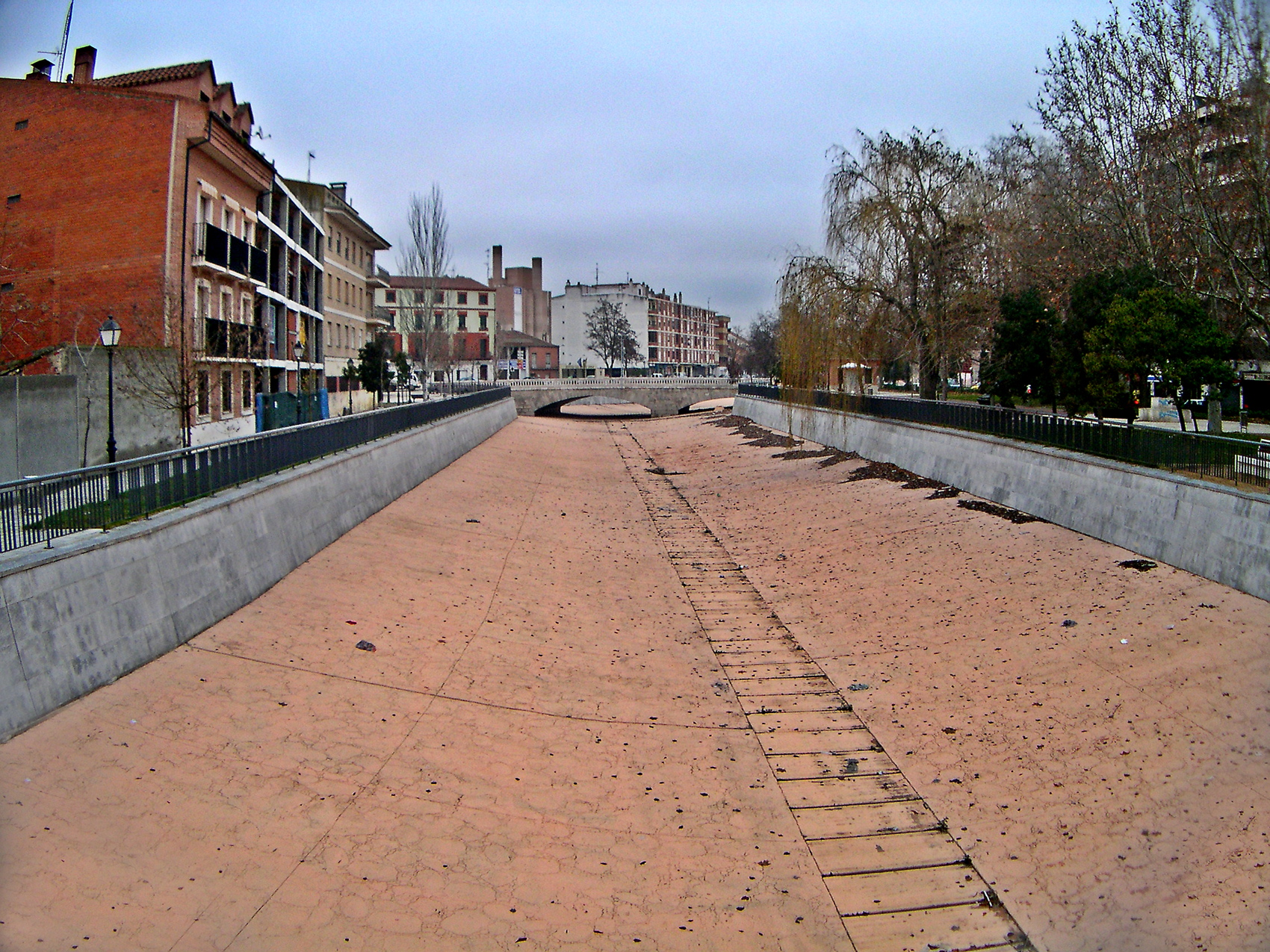
Río Zapardiel sin caudal

La vegetación silvestre sobrevive en zonas baldías, linderos y cunetas, tiene un corto ciclo vital, destinado a producir un gran número de semillas; por eso, en los meses de primavera, los campos disfrutan de una fugaz explosión de colores, que en verano se torna pajiza y marchita. La comarca acoge a numerosos animales de pequeño tamaño: gran variedad de insectos, reptiles, pequeños roedores, liebres, zorros, perdices, cigüeñas y las escasas pero apreciadas avutardas. Salpicando el paisaje, desde otoño, aparecen charcas y lavajos que, si bien, pueden parecer de tamaño insignificante, son fundamentales para la vida silvestre y para la ganadería extensiva. Algunos de estos pequeños estanques llegan a convertirse en lugares de invernada de aves migratorias como gansos, grullas y otras aves acuáticas.

### Barrios
El barrio más popular es el barrio de La Mota, situado junto al castillo. Aunque en los últimos años Medina ha experimentado un gran crecimiento hacia el sur motivado por el boom de la construcción, dando lugar a barrios como el de Altos de Castilla (sur) o Ribera del Zapardiel (al sureste) donde predominan las viviendas unifamiliares de tipo adosado. Otros barrios cuyos vecinos se encuentran representados por asociaciones vecinales son: Santo Tomás, Santiago el Real, Las Claras, Medina Sur (Puerta del Sol y Protegidas), así como la pedanía de Gomeznarro.

### Comunicaciones
Posee una buena infraestructura de comunicaciones, tanto por tren como por carretera, con frecuentes conexiones con Madrid y Valladolid.
Carretera

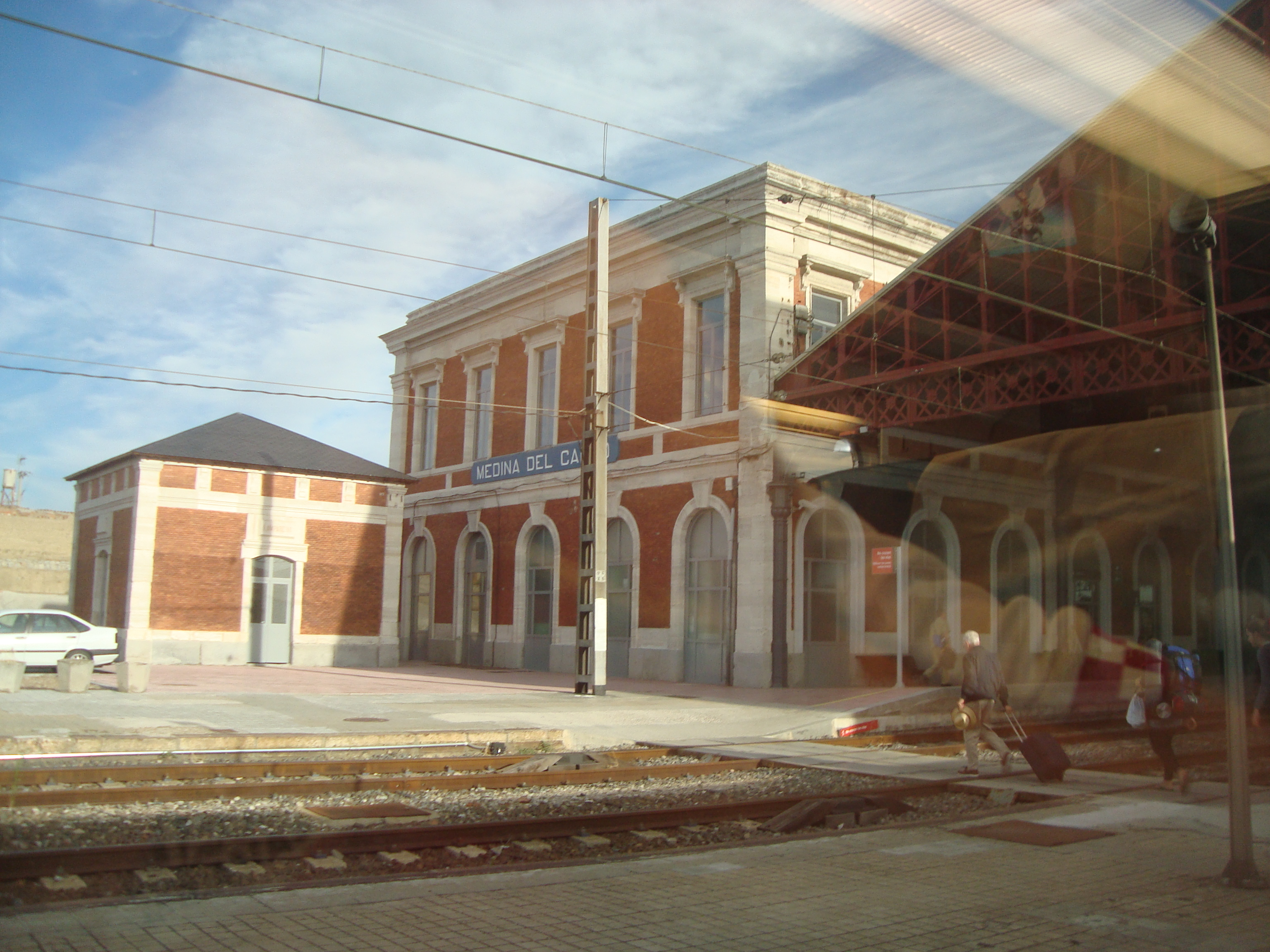
Estación de tren

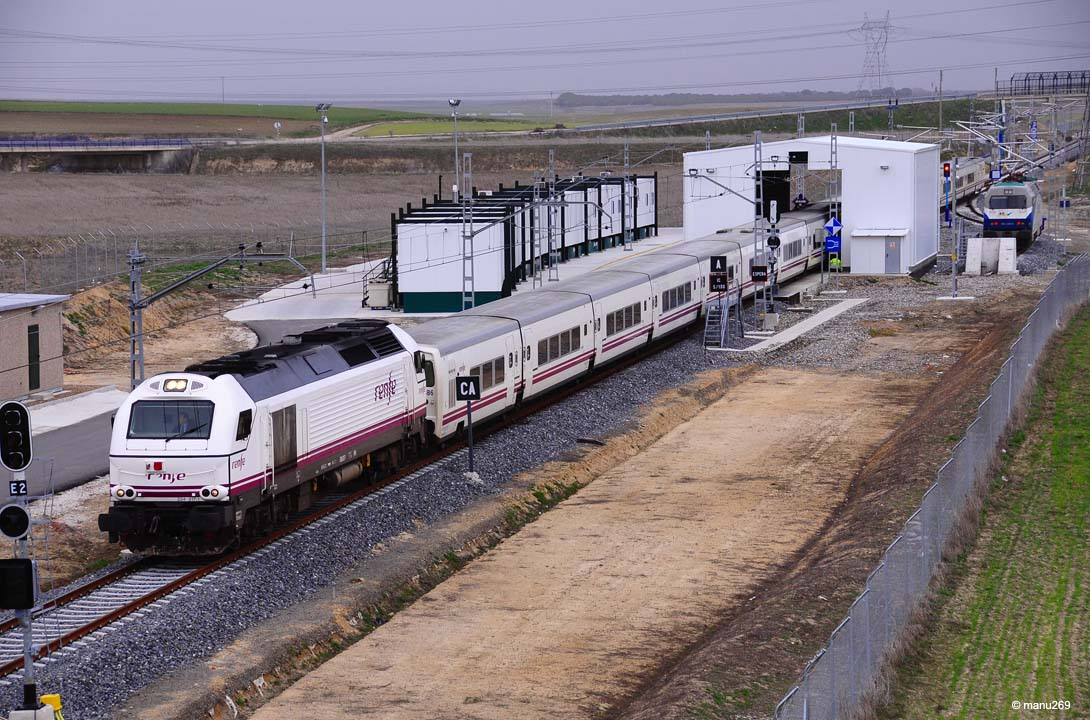
Tren Talgo atravesando el cambiador de ancho de Medina del Campo

La autovía A-6, también conocida como Autovía del Noroeste, comunica la ciudad con Madrid al sur y con Galicia al noroeste. Medina del Campo se encuentra en una situación privilegiada desde el punto de vista lógistico y de comunicación, ya que seis capitales de provincia castellanoleonesas se encuentran a menos de 100 kilómetros de la villa.
Ferrocarril
Medina es un importante nudo ferroviario del norte y noroeste de España. Desde 2006 se está desarrollando el corredor de Alta Velocidad (AVE) Norte-Suroeste de España del que forma parte.
Desde 2016 posee una nueva estación de AVE en la línea Madrid-Galicia, situada en la carretera de las Salinas.

## Historia
La ciudad de Sarabris fue fundada por el Rey Brigo, cuarto rey de España, y comenzó a reinar a los 399 años después del diluvio, según cuenta de Beroso, y a los 1906 antes de la venida de Jesucristo, como cuenta Ibáñez en el catálogo de reyes de España.

Esta ciudad de Sarabris, quieren decir algunos autores, haber sido la ciudad de Zamora, otros la de Toro (Zamora), y por cronografía de Tolomeo (libro 2.º, capítulo V, tabla segunda) se prueba ser Medina del Campo, por los nombres de pueblos y ríos que están en su comarca, como es el Río Eban, el Río Doria (Duero), y la villa de Otoduro (Tordesillas), y que dice está a cuatro leguas de Sarabris. También se averigua por las ciudades de Valladolid (que dice estar situada a ocho leguas), Palancia (que es Palencia, y está situada a 16 leguas), por Cauca (Coca, a 6 leguas), Congium (Cuéllar, a 9 leguas de distancia), Rauda (actual Roa, a 16 leguas), Porta Angusta (Portillo).

### Prehistoria
Paleolítico
No existen en la zona materiales que puedan clasificarse como paleolíticos. Las causas de la falta de hallazgos deben basarse en la conjunción de una serie de factores adversos, tales como: la inexistencia de terrazas fluviales altas, la falta de materias primas idóneas para la fabricación de útiles, ya que no existe en la zona sílex, y la cuarcita es de difícil talla, una climatología adversa y la escasez de caza y pesca, actividades económicas básicas y exclusivas del hombre del Paleolítico.
Sin embargo, es posible que a estos factores físicos se unan otros que tienen relación con la ausencia de unas prospecciones sistemáticas tendentes a localizar yacimientos de estas fases en las terrazas fluviales y un segundo factor a tener en cuenta sería la existencia de poca gravedad de explotación de áridos. Estas graveras en ocasiones han posibilitado, aparte de la destrucción de muchos yacimientos, el afloramiento de los materiales profundos enterrados en las terrazas. Para el Paleolítico Superior, período de climatología muy adversa, la falta de cuevas donde la comunidad pudiera refugiarse, es el factor más importante a tener en consideración y no hay duda de que en la zona no existen oquedades naturales propicias para una ocupación.
Neolítico
De esta época son los más antiguos artefactos localizados y recogidos en esta zona. Sin embargo, estas piezas pulimentadas (Neolítico significa, etimológicamente hablando, «piedra nueva», piedra pulimentada), que se han hallado en Tierras de Medina de forma individualizada y fuera de todo contexto arqueológico, no permiten encuadrarlas culturalmente, y por ello se cree que pertenecen a culturas más modernas, como el Calcolítico, la Edad de Bronce e incluso la Edad de Hierro.
Calcolítico
A esta fase prehistórica, en la que comienzan a utilizarse los metales, en concreto el cobre, para la fabricación de objetos de uso cotidiano, debe pertenecer el material cerámico recogido en dos yacimientos cercanos a Medina del Campo: el pago de Los Melonares (en Rueda) y en el de El Arenal de la Morata (en Tordesillas). Ambos hallazgos guardan dos similitudes, ya que están asentados en distintas terrazas fluviales, y no se completa decoración alguna en dichas cerámicas, lo que dificulta su datación.

### Edad Antigua

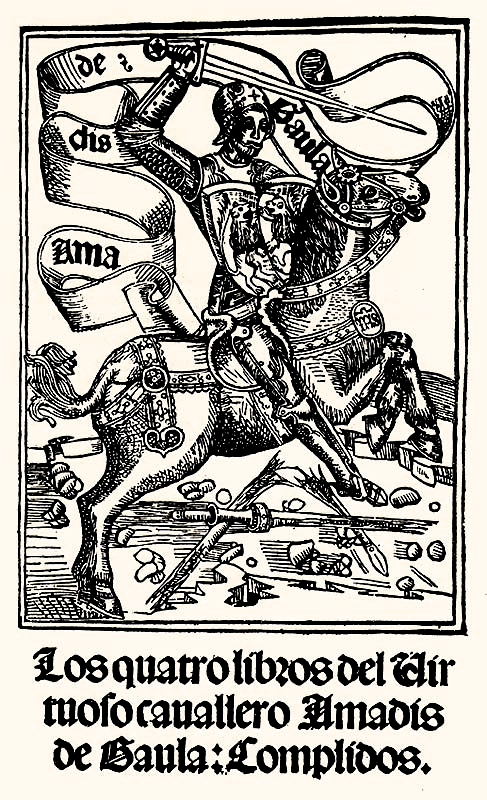
Primera edición del Amadís de Gaula del medinense Garci Rodríguez de Montalvo, impreso en Zaragoza por Jorge Coci en 1508

Vacceos
Dice Florian de Ocampo en su crónica que en Medina del Campo habitaban los vacceos, tribu prerromana compuesta por guerreros valientes y robustos, a los cuales jamás pudieron derrotar galos y grecos en muchas batallas y escaramuzas [cita requerida].
Época romana
Tras la derrota contra los romanos en las escaramuzas que precedieron al sitio de Numancia, los romanos mantuvieron su dominio sobre Sarabris, si bien estos no quebrantaron sus fueros, los cuales aguantaron hasta la conquista visigoda.
En un pequeño altozano conocido como Las Peñas, a poco más de un kilómetro al oeste de Medina, encontramos los primeros restos romanos de los que tenemos noticia. Se trata de unos fragmentos de cerámica romana (Terra Sigillata Hispánica), de barniz anaranjado. Detrás del actual convento de Santa Clara hay una pequeña elevación conocida con el nombre de El Castellón (a 739 m) que está trabajado todo alrededor, con paredes de talud; en la parte nornoroeste ha desaparecido el foso por los trabajos agrícolas. En la parte superior, pueden aún verse restos de teja curva y algunos fragmentos cerámicos medievales en sus laderas hechos con «cal y canto», de unos 3 metros de longitud, de 1 a 1,20 metros de anchura y separadas entre sí unos 3,50 metros.
En la zona del Castillo de la Mota se pueden apreciar grandes murallas con torres rectangulares salientes en la zona oriental. Asimismo, en toda el área que encierran estas murallas se recoge cerámica medieval. A unos 5 km de Medina en dirección oeste (junto a las vías del tren) está el pago llamado La Sanjuana, cercano a su vez al prado de La Golosa. Se trata de una pequeña elevación en la que se encuentra un despoblado, que, por las características de sus restos cerámicos, podemos calificar de alto-medieval. En las manchas cenicientas de la parte superior aparece cerámica hecha a torno, rugosa al tacto, de color negro y grisáceo. Aunque la mayor parte de los restos citados son medievales, queremos reflejarlos, ya que si bien se decía que Medina había sido un antiguo asentamiento romano, no podemos afirmarlo debido a la ausencia de restos romanos.

### Edad Media

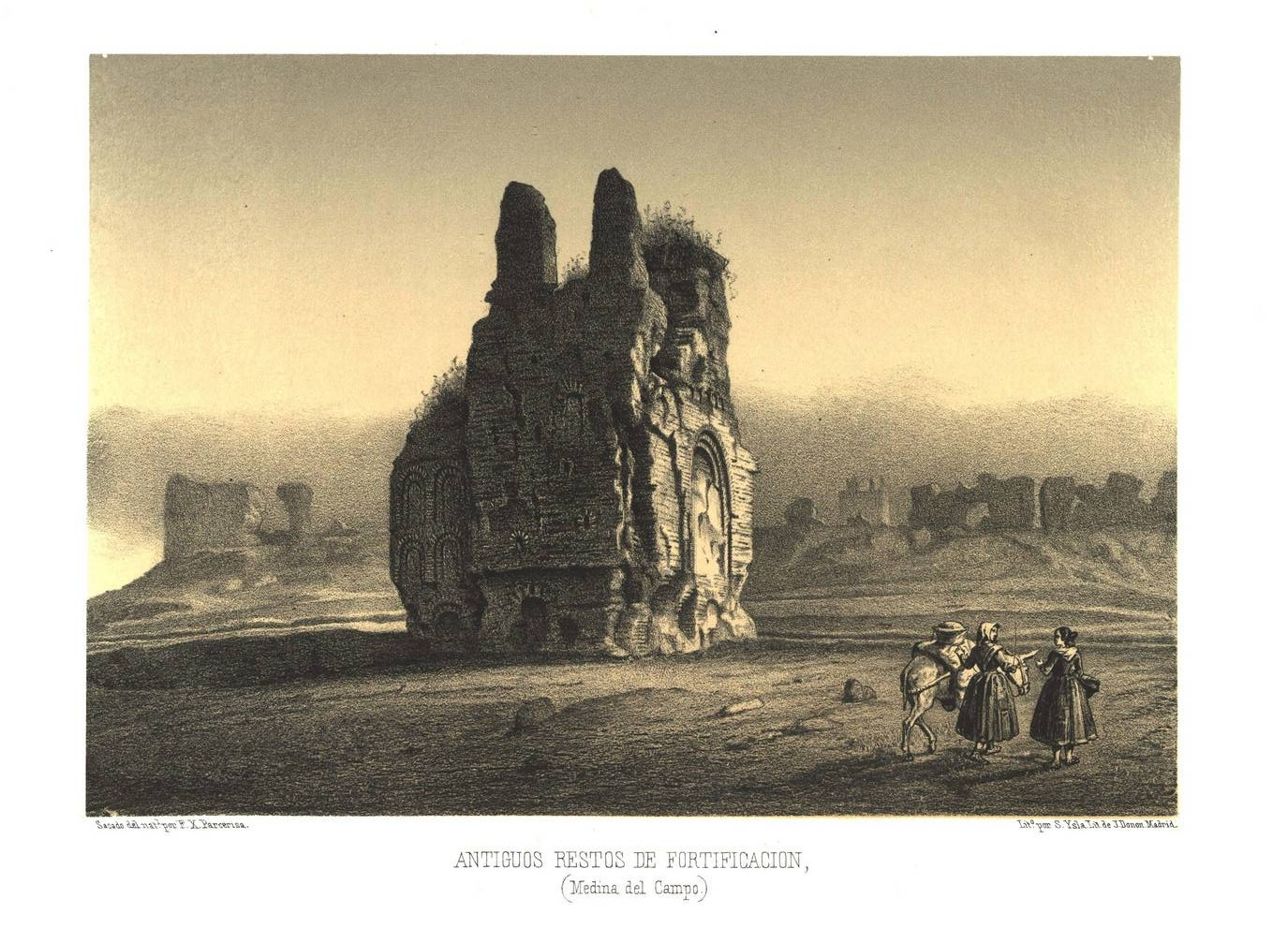
Restos de la muralla de Medina del Campo (1861)

En lo relativo a la dominación visigoda, tres hechos darían fe de una lucha sostenida por Leovigildo para dominar esta población: uno, el llamarse Del Real una de las Puertas de la antigua muralla, denominada así por situarse frente al campo donde se asentaron los conquistadores visigodos. Otro, el haberse llamado ese mismo sitio, actual barrio de Santo Tomás y circundantes, Campigotorum, que según atestigua Ossorio: «después que se poblaron estos campos, como agora están, les duró mucho tiempo este nombre, como pareció por papeles y ventas de iglesias». Y el tercero, por la continua tradición que señala a la villa como patria de San Hermenegildo, hijo del propio Leovigildo, conforme al testimonio del propio Ossorio y de otros historiadores, como Montalvo y Godínez; y corroborado por el hecho de que esta figura ha recibido algún género de culto por parte de los medinenses. De hecho, en el pórtico de la Colegiata de San Antolín, flanqueando la entrada desde el segundo cuerpo de dicho pórtico, están las estatuas de San Fernando (izquierda) y San Hermenegildo (derecha) desde el punto de vista del observador. También aparece en el primer cuerpo del retablo del altar mayor de dicha colegiata.

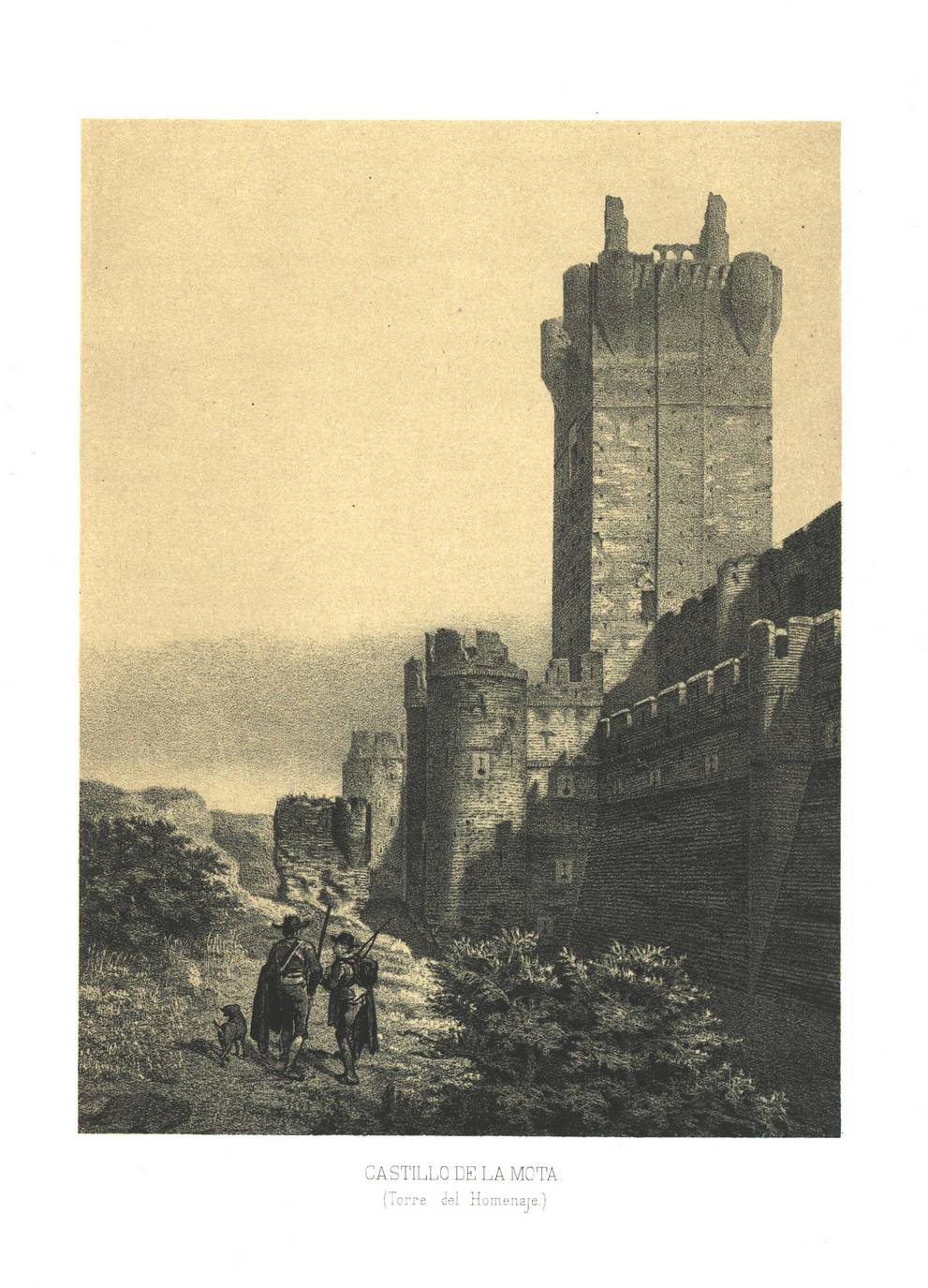
Torre del homenaje del Castillo de la Mota

Leonor de Alburquerque —reina de Aragón, esposa de Fernando de Antequera, madre de los Infantes de Aragón, abuela de Fernando el Católico— fue señora de Medina.
Durante los siglos XIV y XV tuvieron lugar las guerras civiles castellanas. De 1366 a 1369, la primera guerra civil castellana entre Pedro I de Castilla y su medio hermano Enrique. De 1465 a 1468, la guerra entre Enrique IV y su medio hermano Alfonso. De 1475 a 1479, la guerra de sucesión castellana entre Juana la Beltraneja y su tía Isabel.
En 1491 los Reyes Católicos dispusieron que fuera considerada como Feria General del Reino. Las transacciones comerciales convivían con las financieras, ya que ambas se complementaban. En el siglo XVI, Medina del Campo se había convertido en una de las principales plazas financieras de Europa.

### Edad Moderna
Medina del Campo fue uno de los centros europeos más importantes del comercio de la lana durante las Edades Media y Moderna. Como centro exportador, la ciudad tenía mucha relación con el centro manufacturero de Amberes.

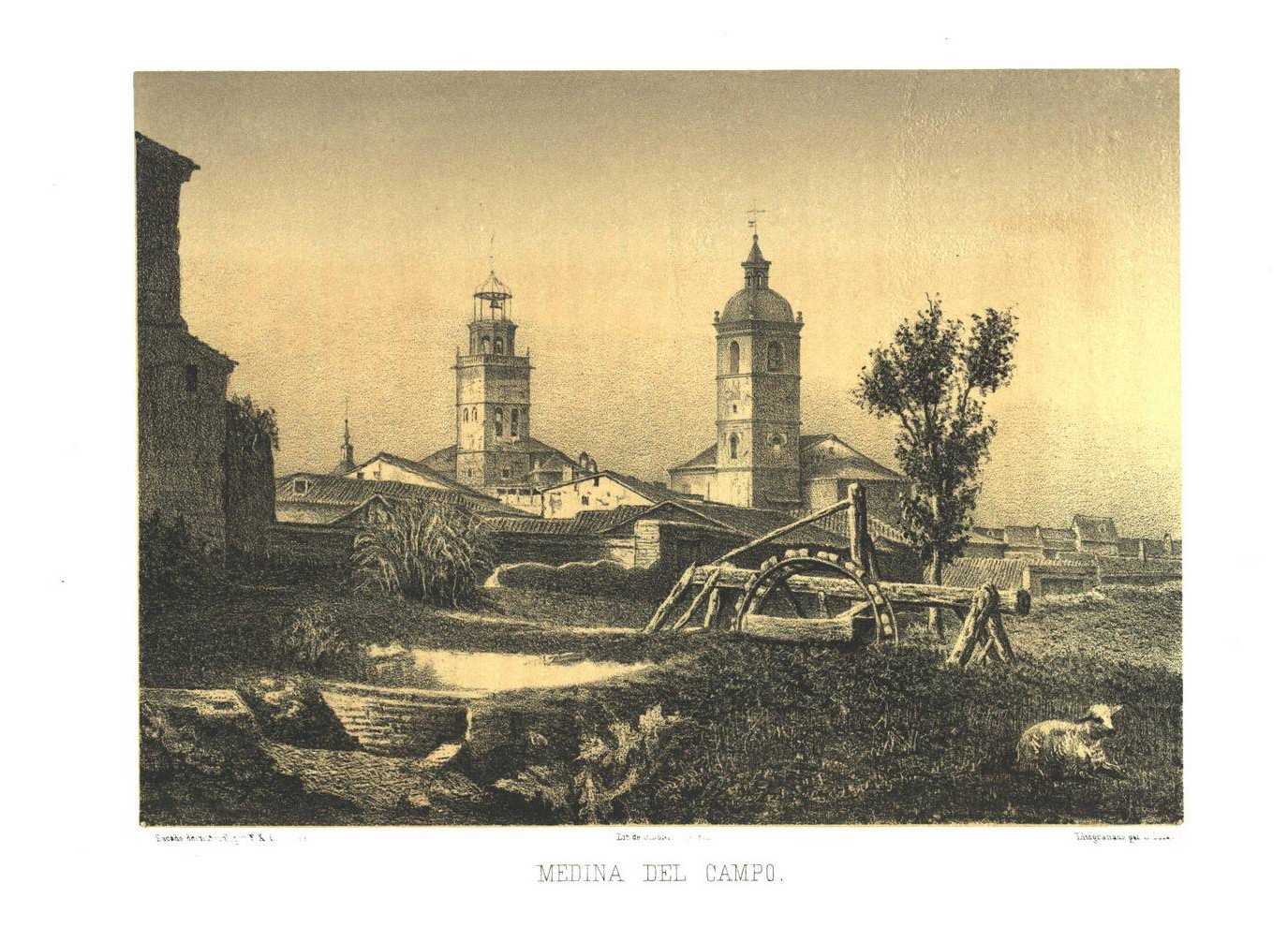
Litografía de Francisco Parcerisa de la ciudad (1861)

Isabel I de Castilla, la Católica, mientras la corte estaba en Medina del Campo, enfermó de muerte, mandó que se dijesen misas por su salud y posteriormente por su alma, pidió la extremaunción y el Santísimo Sacramento. Habiendo otorgado testamento a 12 de octubre, falleció poco antes del mediodía del 26 de noviembre de 1504, en el Palacio Real, conocido como Palacio Testamentario (Medina del Campo), cuyo original fue construido en el siglo XIV y ampliado varias veces. Fue de estilo mudéjar, pero se conserva muy poco del edificio original. El edificio actual es una recreación didáctica que alberga el centro de interpretación del personaje histórico de la reina Isabel la Católica.
El 21 de agosto de 1520, en el contexto de la Guerra de las Comunidades, la ciudad se negó a entregar la artillería presente en la ciudad a las tropas imperiales de Carlos V a sabiendas de que, si se las entregaban, estas serían utilizadas contra Segovia. La respuesta realista consistió en provocar el incendio de varias partes de la localidad, hecho conocido como la quema de Medina, lo que produjo la destrucción de buena parte de la villa y el estallido definitivo del hasta entonces incipiente movimiento comunero en toda la Corona de Castilla.

### Edad Contemporánea

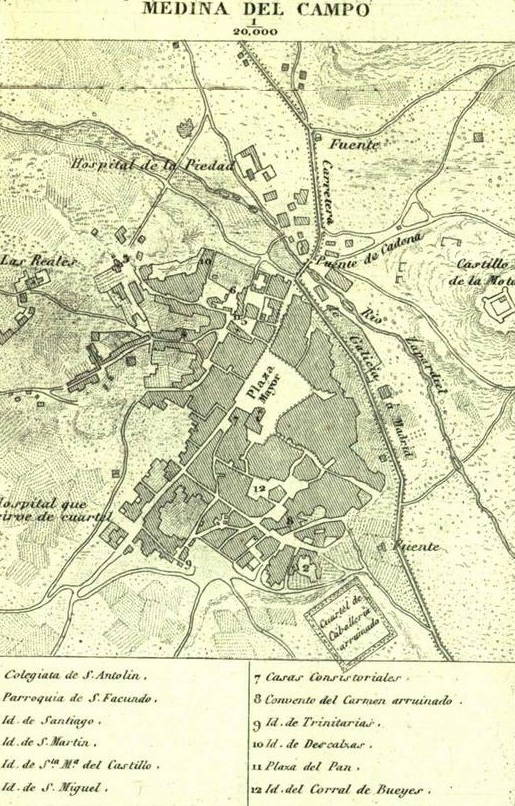
Mapa de la villa de Francisco Coello (1852)

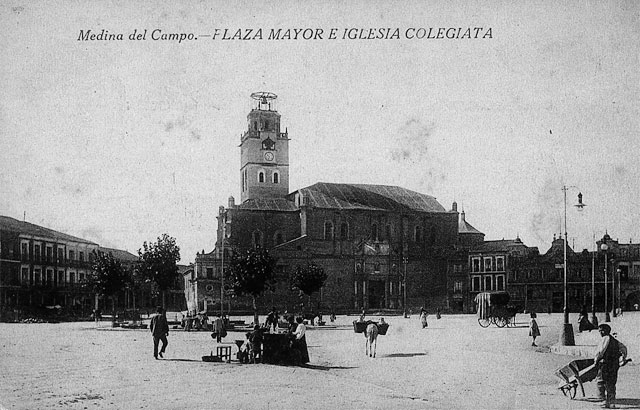
Plaza mayor a principios del siglo

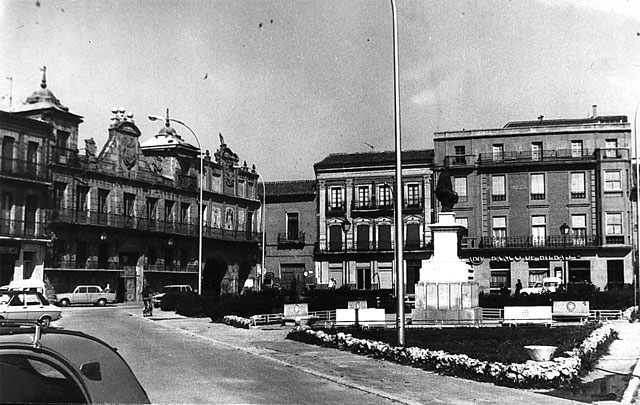
Plaza mayor a mediados del siglo

La corporación municipal de Medina del Campo a principios de 1930 estaba compuesta por un total de 18 concejales, nombrados por el gobernador provincial, siendo alcalde Ángel Alonso Martín. Como hecho singular cabe destacar que entre los concejales designados se hallaba una mujer —Eloísa Yáñez Antón— nombrada en 1928, quien fue la única mujer concejal en este período y en el posterior republicano.
El 16 de marzo, se fija, en un pleno extraordinario, el número de concejales electos para las próximas elecciones municipales en 18 (9 por el distrito del ayuntamiento y 9 por el distrito del teatro), sobre un censo de 11 803 habitantes. En las elecciones municipales celebradas el domingo 12 de abril gana en Medina del Campo la conjunción republicano-socialista con 12 concejales, por 6 de los monárquicos.
En la primavera de 1931 llegó la Segunda República a Medina del Campo. El 14 de abril de 1931, siendo las siete de la tarde, se presentaron en la casa consistorial los elementos de las Juntas Directivas de los partidos republicano y socialista de esta población a cuyo frente venían los respectivos presidentes: Pedro Lambás y Emilio Puebla, con las banderas de sus centros y seguidos de numerosa manifestación de personas. El 16 de abril, se constituyó el nuevo ayuntamiento republicano, bajo la presidencia accidental de Pedro Lambás Reguero y Emilio Puebla Brave, tomando posesión los nuevos concejales elegidos, a continuación se votó al alcalde, saliendo elegido por unanimidad Guillermo Represa Marazuela. El 19 de junio de 1936, el Pleno por unanimidad se pronunció contra un libelo y unas declaraciones hechas en el Congreso de los Diputados, el 16 de junio anterior, pronunciadas por José Calvo Sotelo contra Medina y su Regimiento. Calvo Sotelo exponía que:

En Medina del Campo estalla una huelga general; ignoro por qué causa, y para que los soldados del regimiento de Artillería allí de guarnición puedan salir a la compra, consiente, no sé qué jefe —si conociera su nombre lo diría aquí, y no para aplaudirle—, que vayan acompañados, en protección, por guardias rojos (Rumores. Un señor Diputado: No es verdad. Lo sé positivamente. Siguen los rumores.) Es verdad. (Protestas.). La protesta general de todos los concejales es unánime
Extracto del Diario de Sesiones de las Cortes Españolas del 16 de junio de 1936.

En ese mismo Pleno, un concejal socialista denunciaría que viniendo de viaje en tren, en la estación habría visto a varias personas de derechas retirando cajas con armas y municiones.

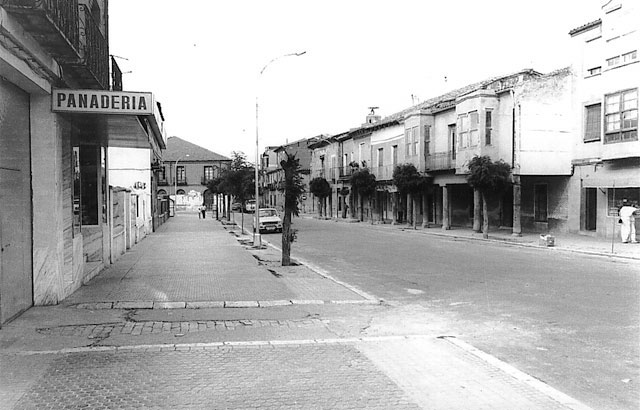
Calle con soportales con vigas de madera a mediados siglo

El día 17 de julio es la última reunión del Pleno Ordinario del Ayuntamiento Republicano. El 18 de julio de 1936 se sublevó el ejército de Marruecos, España quedaría dividida en dos bloques antagónicos, la Guerra Civil había comenzado. El 20 de julio se hizo cargo del Ayuntamiento como alcalde accidental César De Araoz Alonso, por su ideología apolítica, según rezan las fuentes documentales del archivo municipal de Medina del Campo y del Archivo Nacional de Simancas. De hecho siguió como alcalde en funciones desde julio de 1936 al 10 de julio de 1937, aunque el 6 de agosto de 1936, se constituyó un nuevo Ayuntamiento bajo la presidencia de Joaquín Carballo Álvarez, comandante del 4.º Regimiento de Artillería pesada de Medina del Campo, César de Araoz, siguió a la cabeza del Ayuntamiento.
Durante la Guerra Civil Medina del Campo fue zona de retaguardia y el Hospital Simón Ruiz fue utilizado para sanar a los heridos que combatían en el frente. Entre los soldados caídos cabe destacar en el Registro Civil de Medina del Campo un total de 73 actas de defunción de regulares pertenecientes a la Guardia Mora.

## Demografía
Cuenta con una población de 20 097 habitantes (INE 2024).
| Gráfica de evolución demográfica de Medina del Campo entre 1842 y 2021 |
| |
| Población de derecho según los censos de población del INE Población de hecho según los censos de población del INEEntre el censo de 1981 y el anterior, crece el término del municipio porque incorpora a 47072 (Gomeznarro), 47136 (Rodilana) |

En la actualidad dispone de un parque móvil de más de 14 000 vehículos, y la población de la comarca Tierras de Medina supera los 43 000 habitantes.
| Año       | 1504   | 1530   | 1561   | 1596 | 1631 | 1648 | 1674 | 1752 | 1787 |
| --------- | ------ | ------ | ------ | ---- | ---- | ---- | ---- | ---- | ---- |
| Población | 50 000 | 20 500 | 16 800 | 9959 | 5500 | 3000 | 4350 | 5050 | 3454 |

Según datos que maneja el INE, a 1 de enero de 2022 hay 1393 vecinos con nacionalidad extranjera en Medina, es decir, aproximadamente, el 7 % de la población.
| País                 | Población |
| -------------------- | --------- |
| Rumania              | 517       |
| Marruecos            | 392       |
| Colombia             | 101       |
| República Dominicana | 67        |
| Ecuador              | 50        |
| Bulgaria             | 46        |
| Portugal             | 38        |
| China                | 37        |
| Brasil               | 34        |
| Francia              | 32        |
| Cuba                 | 30        |

## Economía

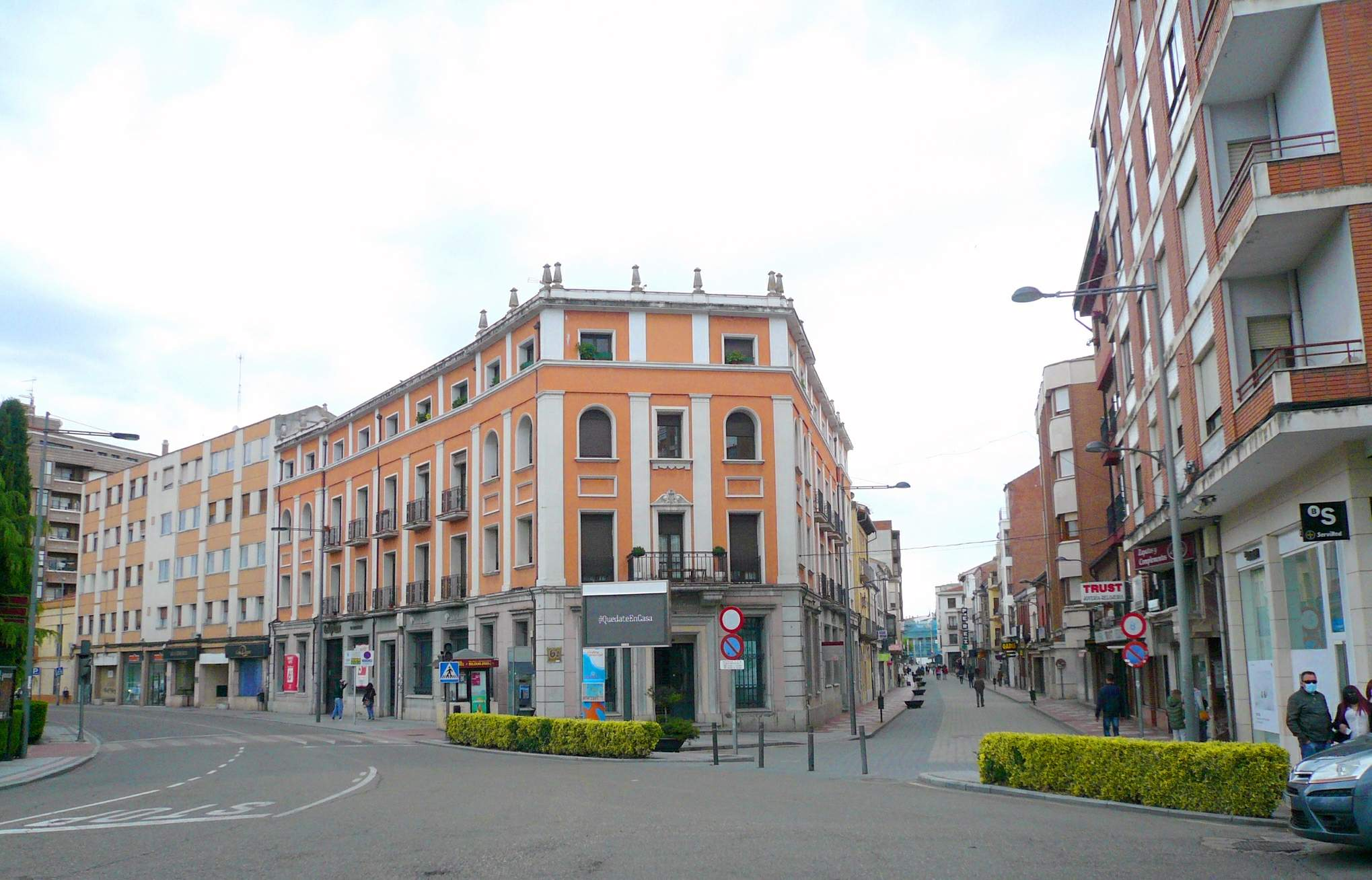
Calle Padilla, año 2021

Las actividades económicas más destacables son la agricultura, la industria del mueble y el comercio. En este último apartado hay que destacar la particularidad de que el comercio medinense cierra los jueves y abre los domingos por la mañana para así dar servicio a los habitantes de la comarca. El municipio cuenta con un total de 2377 empresas (abril de 2010), de esas empresas, el 10 % pertenecerían al sector industrial, un 15 % a la construcción, el 33 % al sector comercio y el 40 % al sector servicios.

### Industria
Es destacable el notable aumento de la actividad industrial en los últimos años, desarrollándose un polígono en terrenos municipales para Grandes Industrias, que ha consolidado a Medina del Campo como una potencia industrial en Castilla y León. De hecho, el 10 % del suelo industrial de la provincia de Valladolid pertenece a Medina del Campo.
En 2015 dos de sus empresas fueron seleccionadas entre las 50 pymes más dinámicas del país.

### Turismo

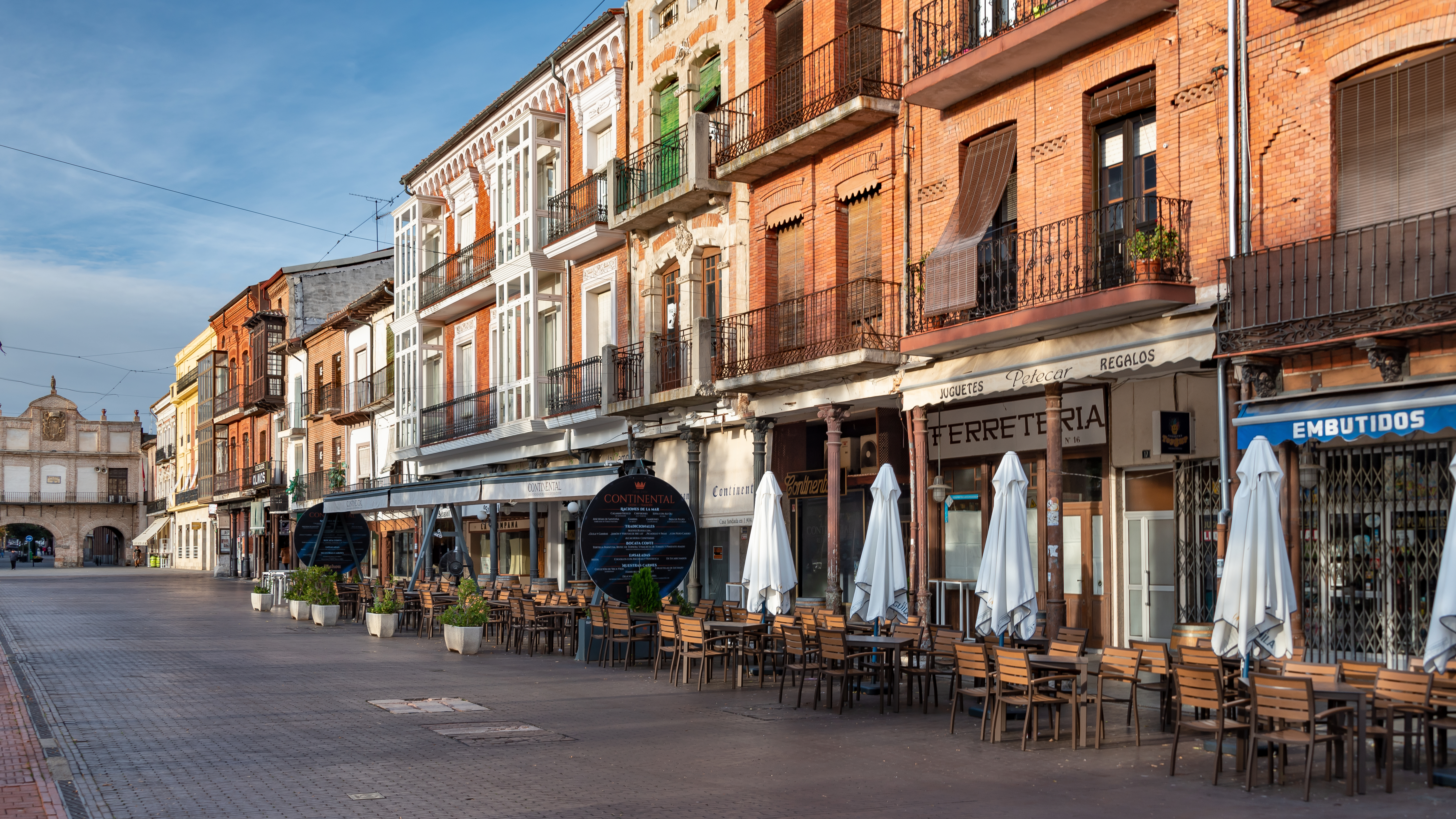
Lateral de la plaza Mayor en 2023

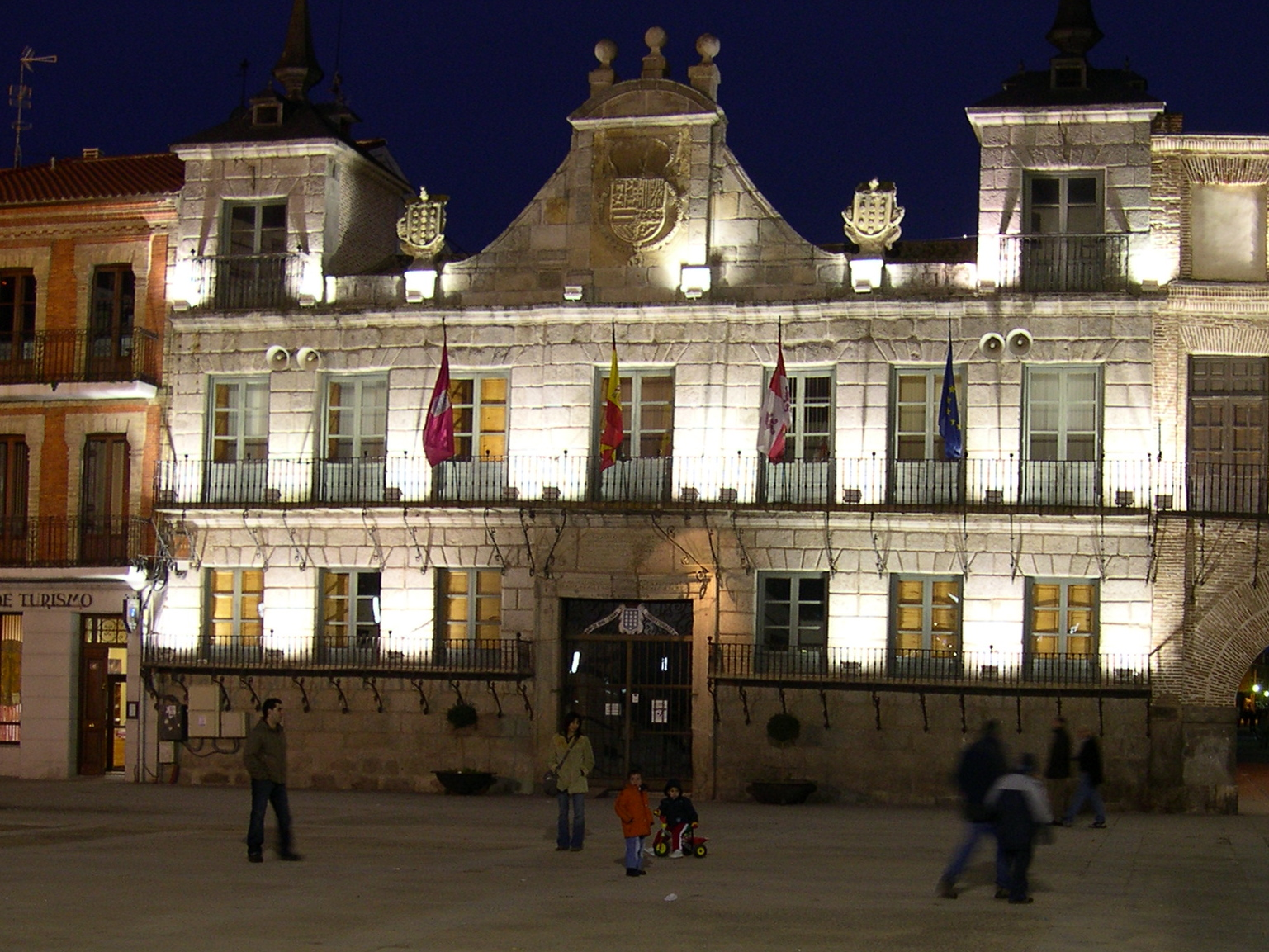
Imagen nocturna de la casa consistorial

Hoy en día, la sigue acogiendo ferias y así conservar aquel carácter ferial de los siglos XV y XVI. Esta faceta de la localidad puede conocerse en profundidad en su Museo de las Ferias, único de dicho género en España. La Semana Santa en Medina del Campo tiene en su haber las procesiones de disciplina más antiguas de España, instauradas por San Vicente Ferrer en 1411, con caracteres propios que perduran. Es la capital de la Denominación de Origen Rueda[cita requerida], importante zona dedicada al vino desde hace siglos en toda la comarca existiendo más de 80 bodegas.

## Administración y política
Desde 2019, Guzmán Gómez Alonso ostenta la alcaldía de la villa de Medina del Campo.
| Periodo   | Nombre                          | Partido | Partido                                  |
| --------- | ------------------------------- | ------- | ---------------------------------------- |
| 1979-1987 | José Ignacio Cano de la Fuente  |         | Partido Socialista Obrero Español (PSOE) |
| 1987-1991 | José Luis Tejo Martín           |         | Partido Popular (PP)                     |
| 1991-1995 | José Antonio Pérez García       |         | Partido Socialista Obrero Español (PSOE) |
| 1995-1997 | José Manuel de la Fuente Martín |         | Partido Popular (PP)                     |
| 1997-1999 | Francisco Grande López          |         | Partido Socialista Obrero Español (PSOE) |
| 1999-2011 | Crescencio Martín Pascual       |         | Partido Popular (PP)                     |
| 2011-2019 | Teresa López Martín             |         | Partido Socialista Obrero Español (PSOE) |
| 2019-act. | Guzmán Gómez Alonso             |         | Partido Popular (PP)                     |

| Partido político                                               | 2023       | 2023  | 2023  | 2019       | 2019  | 2019  | 2015       | 2015  | 2015  | 2011       | 2011  | 2011  | 2007       | 2007  | 2007  |
| Partido político                                               | Concejales | Votos | %     | Concejales | Votos | %     | Concejales | Votos | %     | Concejales | Votos | %     | Concejales | Votos | %     |
| Partido Popular (PP)                                           | 10         | 4261  | 41,29 | 8          | 4134  | 36,02 | 8          | 3389  | 37,89 | 10         | 4673  | 41,47 | 10         | 4862  | 42,60 |
| Partido Socialista Obrero Español (PSOE)                       | 6          | 2844  | 27,56 | 5          | 2709  | 23,61 | 9          | 4027  | 37,90 | 8          | 3712  | 32,94 | 9          | 4733  | 41,47 |
| Medina Primero (M1)                                            | 2          | 1236  | 11,97 | 4          | 1931  | 16,83 | –          | –     | –     | –          | –     | –     | –          | –     | –     |
| Vox                                                            | 2          | 885   | 8,57  | 0          | 272   | 2,37  | –          | –     | –     | –          | –     | –     | –          | –     | –     |
| Toma La Palabra (TLP)                                          | 1          | 663   | 6,42  | –          | –     | –     | –          | –     | –     | –          | –     | –     | –          | –     | –     |
| Ciudadanos (CS)                                                | 0          | 130   | 1,25  | 2          | 1152  | 10,04 | 0          | 198   | 1,86  | –          | –     | –     | –          | –     | –     |
| Ganar Medina                                                   | –          | –     | –     | 2          | 928   | 8,09  | 3          | 1425  | 13,41 | –          | –     | –     | –          | –     | –     |
| Partido de Castilla y León-Candidatura Independiente (PCAL–CI) | –          | –     | –     | –          | –     | –     | 1          | 768   | 6,82  | –          | –     | –     | –          | –     | –     |
| Izquierda Unida (IU)                                           | –          | –     | –     | –          | –     | –     | –          | –     | –     | 2          | 1077  | 9,56  | 1          | 599   | 5,25  |
| Unión del Pueblo Medinense (UPMe)                              | –          | –     | –     | –          | –     | –     | –          | –     | –     | –          | –     | –     | 1          | 732   | 6,41  |

## Servicios

### Educación
Educación infantil
- EEI Castillo de Colores
- EEI San Francisco

Educación primaria
- CEIP Clemente Fernández de la Devesa
- CEIP Nuestra Señora de las Mercedes
- CEIP Obispo Barrientos
- CEIP San Juan Bautista

Educación secundaria y bachillerato
- IES Emperador Carlos
- IES Gómez Pereira
- CIFP Medina del Campo

Educación Univesitaria
- Extensión universitria asociada a UNED-Palencia

Educación y formación para adultos
- Aula Mentor
- CEPA Bernal Díaz del Castillo
- Escuela de oficial de idiomas - Extensión EOI Valladolid
- Programa Interuniversitario de la Experiencia de Castilla y León. UEMC

Educación especial
- CPrEE Crea Medina

Escuelas municipales
- Escuela municipal de danza y arte dramático
- Escuela municipal de música

### Sanidad
- Hospital de Medina del Campo
- Centro de salud Medina del Campo-Urbano
- Centro de salud Medina del Campo-Rural

### Servicios sociales
- Oficina del Servicio Público de Empleo-ECYL
- Centro de acción social
- INSS
- Aula de atención temprana
- Centro de día AFAMEC

### Ferrocarril
- Estación de Medina del Campo
- Estación Medina del Campo Alta Velocidad

### Autobues
Urbanos
Carece de autobuses urbanos. Si bien a principio de los años 90 disponía de est servicio que en los últimos años está valorando reincorporar.
Disposición de servicio de taxis autónomos.
A finales de los 2000 dispuso de un servicio público de alquiler de bicicletas 
Servicio escolar
Interurbanos
| Operador           | Operador     | Paradas               | Servicio                                                                                                |
| ------------------ | ------------ | --------------------- | --- |
| Logo de un autobús | La Regional  | Plaza de Montmorillon | Valladolid, La Seca, Rueda, Serrada, Villanueva de Duero                                                |
| Logo de un autobús | La Regional  | Plaza de San Agustín  | Valladolid, La Seca, Rueda, Serrada, Villanueva de Duero                                                |
| Logo de un autobús | Cabrero      | Plaza de San Agustín  | Íscar, Pedrajas de San Esteban, Olmedo, Pozal de Gallinas                                               |
| Logo de un autobús | Cabrero      | Hospital comarcal     | Íscar, Pedrajas de San Esteban, Olmedo, Pozal de Gallinas                                               |
| Logo de un autobús | Grupo Avanza | Plaza de San Agustín  | Barcelona, Benavente, Gijón, La Coruña, Lugo, Madrid, Mieres, Oviedo, Salamanca, Santiago de Compostela |

Internacional
| Servicio           | Servicio | Paradas                | Operador |
| ------------------ | -------- | ---------------------- | -------- |
| Logo de un autobús | Bucarest | Avda. Portugal, n.º 38 | Busbud   |

## Patrimonio

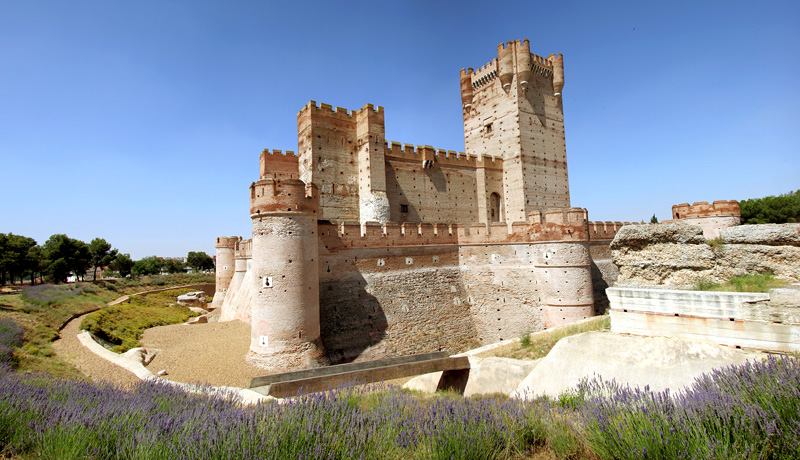
Vista panorámica del castillo de La Mota

### Castillo de La Mota
El castillo de La Mota (siglos XIV-XV) está situado en una elevación del terreno —mota— y domina la villa y toda su extensa comarca. De él arrancaba un recinto amurallado, ampliado en tres ocasiones, que abrazaba la población, y del cual subsisten algunos restos. Se edificó con el característico ladrillo rojizo propio de la zona, empleándose la piedra únicamente para pequeños detalles, como troneras y escudos. Fue declarado Bien de Interés Cultural el 8 de noviembre de 1904.

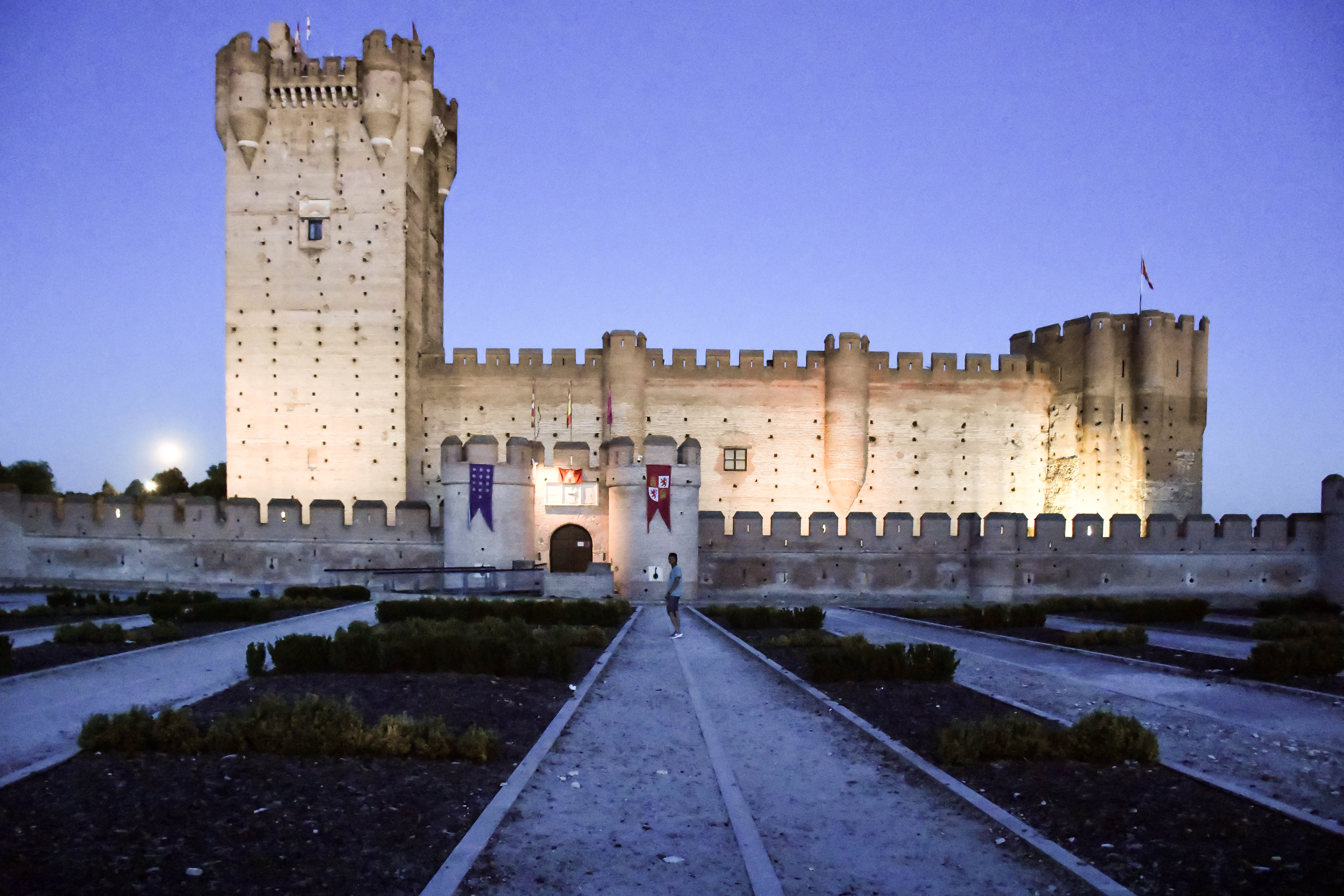
Atardecer en el castillo de la Mota

### Colegiata de San Antolín

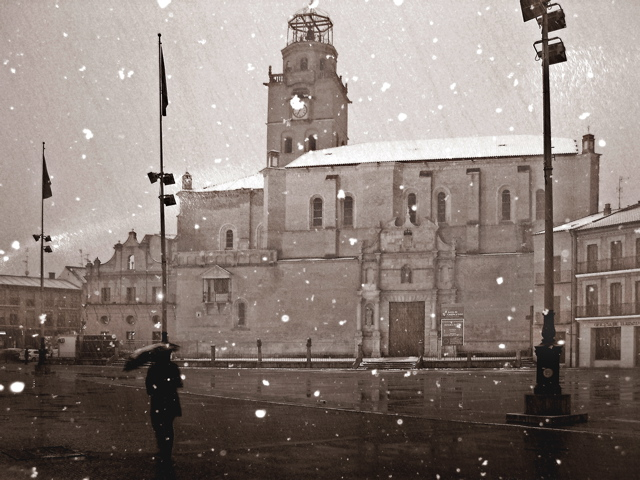
La colegiata de San Antolín durante una nevada

La colegiata de San Antolín es, junto con el castillo de La Mota, el edificio histórico más importante de Medina del Campo. Se encuentra situado en la plaza mayor de la localidad y, aunque la parte principal es característica del gótico final, la construcción es compleja, abarcando estilos desde principios del siglo XVI hasta el siglo XVIII, e incluso modificaciones posteriores, muchas de ellas debidas a necesidades de mantenimiento y reparación (si bien, todavía en 1903 se remodeló una capilla para enterrar a uno de sus párrocos).
La colegiata, una obra de Juan Gil de Hontañón del siglo XVI, custodia el Pendón de los Reyes Católicos. Ennoblecen su interior un retablo plateresco firmado por Juan Picardo, Juan Rodríguez y Conelis de Holanda, y el retablo de San Gregorio, decorado con primorosas pinturas renacentistas del siglo XVI. A sus encantos se suman las capillas de las Angustias de Alberto de Churriguera, una Piedad de Juan de Juni, la sillería del coro con bellos relieves de Juan Muniategui del siglo XVII, y un fabuloso órgano de Sebastián Miranda.

### Urbanismo
Parques y jardines
- Parque Villa de las Ferias
- Paseo de Versalles
- Parque de Aguacaballos
- Parque Plaza del Pilar
- Parque de Don Federico Velasco
- Parque El Bosque
- Parque Rosa Chacel (en Rodilana)
- Parque de Las Salinas

Esculturas urbanas
- Monumento a Isabel la Católica (plaza Mayor de la Hispanidad)
- Monumento a la Letra de cambio (calle Bravo)
- Monumento a la Semana Santa medinense (plaza del Pan)
- Monumento a Santa Teresa de Jesús y a San Juan de la Cruz (plazuela de San Juan de la Cruz)
- Busto de Bernal Díaz del Castillo (avenida Regimiento de Artillería)
- Busto de Claudio Moyano (calle Claudio Moyano)
- Busto de Gerardo Moraleja (plaza de Segovia)
- Busto de Isabel I de Castilla (plaza de Don Federico Velasco)
- Monumento al bohemio (plaza de Segovia)
- Monumento a la caza con galgos (plaza de San Agustín)
- Monumento al donante de sangre (avenida Regimiento de Artillería)
- Monumento al maquinista (exterior de las Reales Carnicerías)
- Monumento a los recortes (avenida de Portugal)
- Monumento al viajero (calle Antonio de Villergas)
- Esculturas de Soldado y Victoria de Samotracia (avenida Regimiento de Artillería)

Campings y albergues
- Albergue juvenil

## Cultura

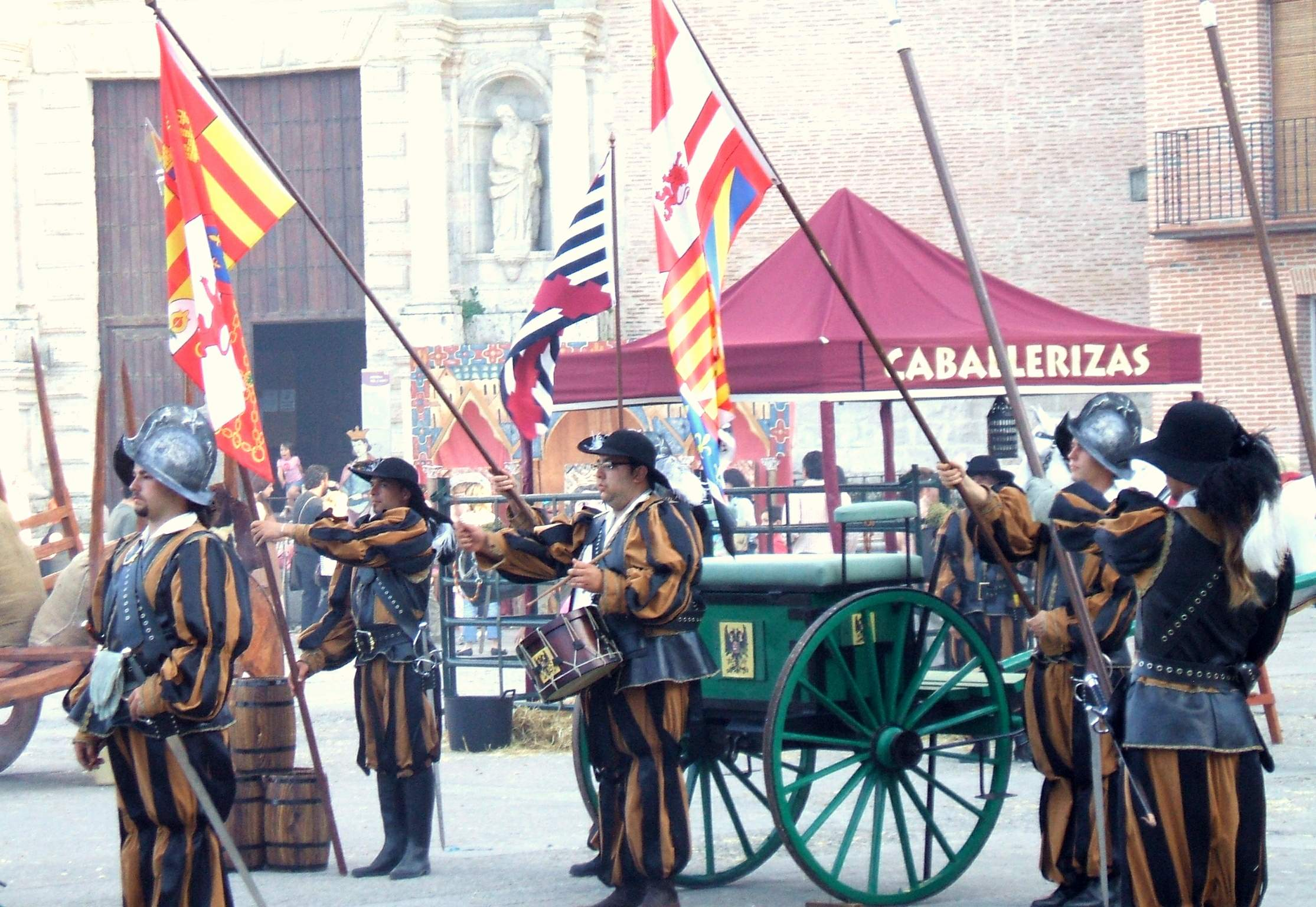
Una recreación histórica, año 2015

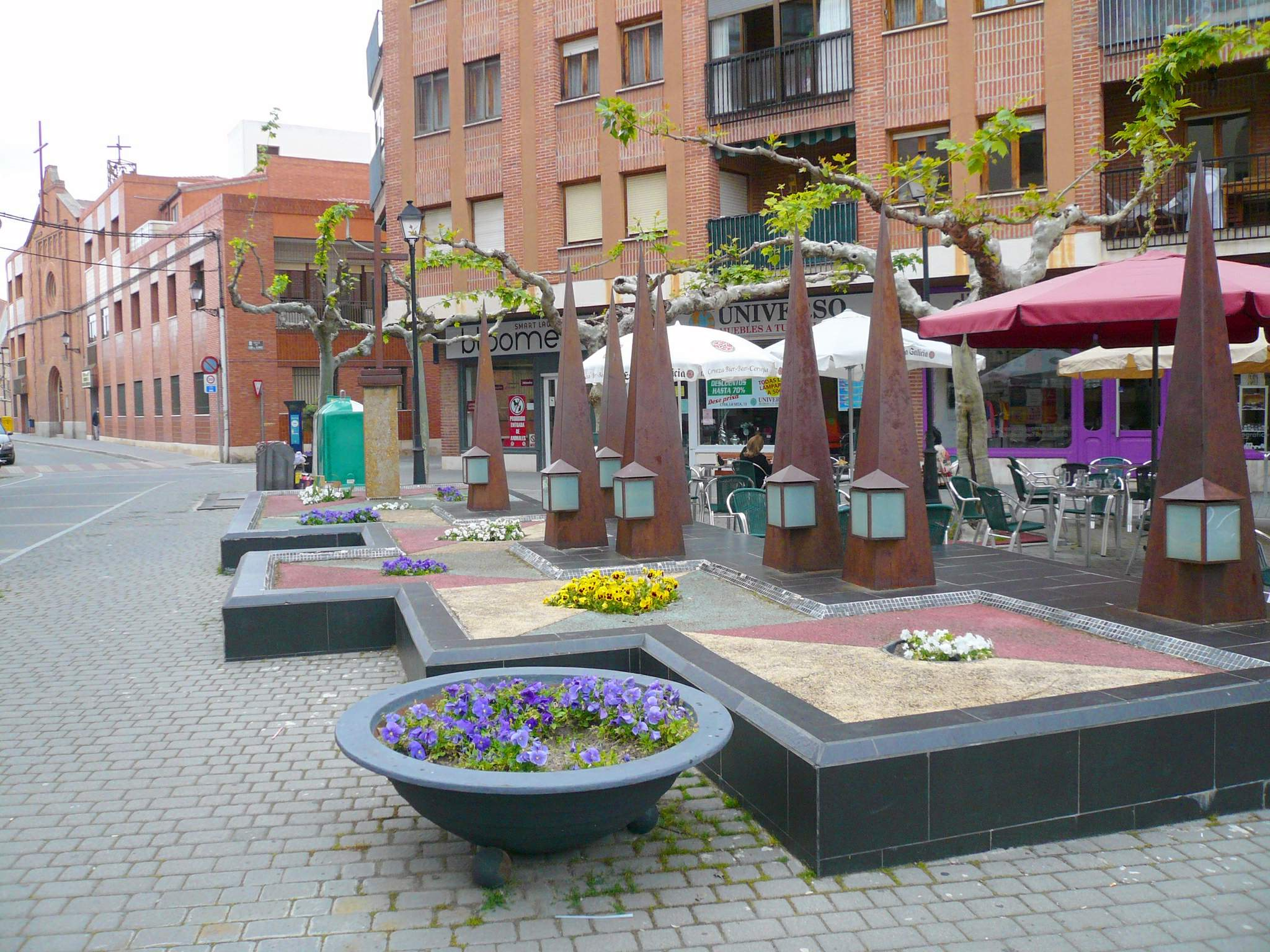
Monumento a la Semana Santa en Medina del Campo

### Festivales
- Festival de Cine de Medina del Campo.[12]
- Semana Santa en Medina del Campo, catalogada como fiesta de interés turístico internacional.
- Semana Renacentista de Medina del Campo (mediados de agosto)
- Festival de Jazz (finales de julio)
- Festival de teatro urbano (finales de agosto)
- Semana de la música (mediados de noviembre)

### Itinerarios culturales
- Ruta de Carlos V, ruta que reúne los veinticuatro municipios españoles en los que pernoctó el emperador Carlos V en su último viaje con destino al monasterio de Yuste.
- Ruta de los Castillos de Valladolid
- Camino de Santiago, ruta del Camino de Levante
- Huellas de Santa Teresa. Ruta de peregrinación, turística, cultural y patrimonial que reúne las diecisiete ciudades donde santa Teresa de Jesús dejó su huella en forma de fundaciones.[13]

### Museos
- Museo de las Ferias
- Palacio Real Testamentario
- Castillo de la Mota
- Centro cultural San Vicente Ferrer
- Poblado protohistórico del cerro de La Mota
- Museo del juguete Ricordi Juguetes Reunidos

### Auditorio
- Auditorio Emiliano Allende

### Cine y teatro
- Multicines Coliseo
- Teatro Olimpia

### Bibliotecas
- Biblioteca municipal Gerardo Moraleja
- Biblioteca de Gomeznarro
- Biblioteca de Rodilana

### Centro cívico
- Centro cultura integrado Isabel la Católica

### Medios de comunicación locales
Televisión
- TeleMedina-Canal 9
- Onda Medina

Radio
- Europa FM Medina
- Onda Cero Medina del Campo
- Onda Medina
- Radio Marca Medina del Campo
- Radio Medina Cadena SER

Periódicos
- La Voz de Medina (en papel y digital)
- Más Medina (digital)

## Deporte

### Instalaciones deportivas
- Estadio municipal
- Polideportivo Pablo Cáceres
- Pabellón polideportivo Obispo Barrientos
- Campo de fútbol de Acción Católica
- Campo de fútbol Diego Carbajosa
- Frontón Carlos Santana
- Piscina municipal de Barrientos

### Asociaciones deportivas
Gimnástica Medinense
La Sociedad Deportiva Gimnástica Medinense es el club de fútbol más antiguo de la provincia, exceptuando los de la capital, y el único que ha llegado a disputar en segunda división B. Juega habitualmente sus partido en el estadio municipal de Medina del Campo, el cual tiene capacidad para aproximadamente 1500 espectadores. Ha ganado dos Trofeo Diputación de Valladolid en los años 1999 y 2001.
Tiene la cesión del campo de Acción Católica por parte de la archidiócesis de Valladolid. Se encuentra situado en la Ctra. Peñaranda, 18. El club tiene su sede social allí. Las categorías inferiores utilizan este campo para realizar algunos entrenamientos y el primer equipo ha jugado alguna vez allí en temporadas anteriores.
Club Ciclista Medinense
En ciclismo destaca el Club Ciclista Medinense, ahora mismo la entidad deportiva más antigua de Medina del Campo con más de 50 años de actividad, y la segunda más antigua de Valladolid en cuanto a este deporte.

## Ciudades hermanadas
Medina del Campo participa en la iniciativa de hermanamiento de ciudades promovida, entre otras instituciones, por la Unión Europea. A partir de esta iniciativa se pretenden establecer lazos con las siguientes ciudades con la celebración de ciclos culturales, intercambios o eventos deportivos:
- Montmorillon (Francia), desde 1994.
- Zug (Sahara Occidental), desde 2008.[15]